# Robar
Robar je priimek več znanih Slovencev:
- Anton Zvonko Robar (1928 - ?), učitelj, pisatelj in narodopisec
- Branko Robar, tajnik Slovenske zveze za sokolarstvo in zaščito ptic ujed (SZS)
- Filip Robar Dorin (1940 - 2023), filmski režiser in scenarist
- Mitja Robar (*1983), hokejist